# Потерянный рай (сингл)
«Поте́рянный рай» — песня групп «Ария», «Кипелов» и «Артерия». Сингл группы «Ария».
Песня «Потерянный рай» — лирическая рок-баллада, музыка которой написана Сергеем Терентьевым, а текст — Маргаритой Пушкиной. С выпуска сингла, ротации песни на радио и победы в хит-параде Чартова дюжина началась новая волна популярности группы «Ария».
Текст Маргариты Пушкиной примыкает к группе текстов русского рока, следующих романтической традиции и говорящих о смерти. Однако саму смерть, в качестве единения с абсолютом, здесь заменяет изменённое состояние сознания — сон.
Клип на песню «Потерянный рай» был признан лучшим в программе «12 злобных зрителей» на MTV.
Одна из самых популярных песен группы. Так, по результатам опроса, проведённого в 2014 году (спустя 14 лет после релиза сингла) среди студентов-филологов Павлодарского университета, её название оказалось среди ассоциаций, возникающих в связи со словом «Ария». По состоянию на 2018 год находилась на 22-м месте в списке 500 лучших песен «Нашего радио».

## Песня в дискографии Арии
До сингла песня выходила на сборнике баллад «2000 и одна ночь», а впоследствии была выпущена в сборнике «Штиль» в 2002 году (в «симфонической» версии) и входила во многие сборники и концертные альбомы.
Сингл стал первой версией песни, записанной группой Ария с симфоническим оркестром. Реакция критики на выпуск симфонической версии песни не была положительной, они посчитали такую запись претензионной попыткой следования моде, не обусловленной структурой песни, построенной по традиционной схеме «куплет-припев».
Через год на Нашествии 2001 было исполнено 3 песни с симфоническим оркестром «Глобалис». Ещё через год с этим же оркестром сыгран полноценный концерт «Классическая Ария» в Зелёном театре. Инструментальная часть композиции вошла в состав увертюры концертного альбома «Классическая Ария» (2016).
В рамках тура «Классическая Ария 2018» группа исполнила эту песню.

## Песня в репертуаре групп «Кипелов» и «Артерия»
С 2003 года исполняется в основном группой «Кипелов». Песня вошла в концертные альбомы группы — «Путь наверх» (2003), «X лет. Крокус Сити Холл» (2012) и «Концерт с симфоническим оркестром» (инструментальная версия, 2020).
Исполнение этого и других хитов группы вторым вокалистом «Арии» Артуром Беркутом стало предметом судебного разбирательства.
Группа «Артерия», созданная Сергеем Терентьевым, записала ремейк «Потерянного рая» и некоторых других песен, к которым в своё время приложил руку Сергей Терентьев. Ремейки вошли во второй альбом группы «В поисках новой жизни».

## Как сингл Арии
Сингл включает три версии одноимённой песни, впервые вышедшей на сборнике «2000 и одна ночь».

### Список композиций сингла
| №  | Название                                                  | Текст песни       | Музыка           | Длительность |
| -- | --------------------------------------------------------- | ----------------- | ---------------- | ------------ |
| 1. | «Потерянный рай» (видеоклип)                              | Маргарита Пушкина | Сергей Терентьев | 5:38         |
| 2. | «Потерянный рай»                                          | Пушкина           | Терентьев        | 5:56         |
| 3. | «Потерянный рай» (совместно с Президентским оркестром РФ) | Пушкина           | Терентьев        | 5:35         |

### Участники записи
- Валерий Кипелов — вокал
- Владимир Холстинин — гитара
- Сергей Терентьев — гитара
- Виталий Дубинин — бас, вокал
- Александр Манякин — барабаны
- Президентский оркестр РФ: Художественный руководитель и главный дирижёр — народный артист РФ П.Овсянников, аранжировка О.Ладова
- Клип записывался на студии «Классика», режиссёр Валерий Пугашкин